# Грандидьєрит
Грандидьєрит — рідкісний мінерал, вперше відкритий у 1902 році на півдні Мадагаскару. Мінерал був названий на честь французького дослідника Альфреда Грандідьє (1836—1912), який вивчав природну історію Мадагаскару.
Грандидьєрити виглядають синішими за кольором, чим більше заліза (Fe) вони містять. Нещодавно відкритий дорогоцінний камінь, блакитний омінеліт, є залізоподібним аналогом (Fe, Mg) грандидьєриту (Mg, Fe).
Грандидьєрити демонструють сильний трихроїчний плеохроїзм. Це означає, що вони можуть мати три різні кольори залежно від кута огляду: темно-синьо-зелений, безбарвний (іноді дуже світло-жовтий) або темно-зелений.
Хоча трихроїзм зазвичай допомагає відрізнити грандидьєрити від інших дорогоцінних каменів, лазуліти можуть мати синьо-зелені кольори та демонструвати безбарвний/синій/темно-синій плеохроїзм. Тим не менш, лазуліти мають дещо вищі показники заломлення та питому вагу. Грандидьєрити також мають більшу твердість, яка становить 7,5 бала за шкалою Мооса.
Великі прозорі ограновані зразки грандидьєритів надзвичайно рідкісні.
Найбільший огранований зразок, відомий наразі GIA, важить 763,5 карата.